# Cibo Matto
Cibo Matto — японський дует напрямку Shibuya Kei з пропискою в Нью-Йорку і італійською назвою. Музика Cibo Matto — окрема розмова: явні японські корені поєднуються з фанковими нарізками, хіп-хоп бітами, безладними семплами і поверх усього цього — оповідання французькою та ламаною англійською. Загалом, називайте як хочете, можна і тріп-хоп, можете ейсид-джаз, а можете просто інді-рок.

## Кар'єра
Команда утворилася в 1994-му році і, випустивши два відмінних альбоми «Viva! La Woman» (1996) та «Stereo Type A» (1999), розпалася в 2001-му.
Але після цього діяльність учасників, як музикантів, не припинилася. Наприклад, Міхо Хаторі — це тепер Noodle в мега-популярній віртуальній групі Gorillaz.